# Ricardo Condori
Ricardo Condori, född 7 februari 1950, är en friidrottare från Bolivia. Han deltog vid olympiska sommarspelen 1972.